# Уткино (Липецкая область)
У́ткино — село Верхнеказаченского сельского поселения Задонского района Липецкой области города Липецка. Село это Расположено в 4 км к юго-востоку от города Задонск.
.Через село до 2000 года была проходила федеральная автомагистраль «Дон», когда была построенная объездная дорога вокруг Задонска.
Известно с XVII века. В 1676 году здесь был 31 двор .
Притяжательная форма названия говорит о том, что оно происходит от фамилии Уткин. Вероятно, это был один из первопоселенцев.
В Уткине находится радиобашня.

## Население
| 1859 | 1897  | 2010 |
| ---- | ----- | ---- |
| 908  | ↗1515 | ↘978 |